# Voskehat (Armavir)
Voskehat (in armeno Ոսկեհատ?) è un comune dell'Armenia di 3 428 abitanti (2009) della provincia di Armavir.